# 田中みずき
田中 みずき（たなか みずき、1971年3月18日 - ）はRKB毎日放送報道制作センター・アナウンス部所属アナウンサー。大阪府高槻市生まれ・福岡県飯塚市育ち。福岡市中央区在住。

## 経歴
福岡県立嘉穂高等学校・青山学院大学を卒業して1993年4月にRKB毎日放送入社。同期は坂田周大。
新人時代1993年10月に『RKBニュースワイド』に出演して以降ワイド番組などRKB主要番組キャスターを務めている。
2024年7月の人事異動においてアナウンス部を離れている。

## 人物
「出生日の夜に美しい月が出た。『美月（みづき）』という親戚女性がいるので『みずき』と命名された」と述べている。
「普段運転しないペイパードライバーなのでゴールド運転免許証を有している」と述べている。

## 現在の出演番組

### テレビ
- RKBヘッドライン（不定期）
- 局名告知（オープニング・クロージングのナレーション）

### ラジオ
- RKB50ニュース（不定期）
- 田畑竜介 Grooooow Up（水曜・木曜）
- 立川生志・金サイト
- 局名告知（クロージングナレーション）

## 過去の出演番組

### テレビ
- RKBニュースワイド
- 福岡国際女子柔道選手権大会（キャスター）
- 吉村作治の太陽の船復活（リポーター）[5] - 2009年12月20日
- サンデーウォッチ（メインキャスター）
- 今日感テレビ（メインMC）
- 今日感モーニング（メインMC）
- ソコトラ（金曜日MC）
- まちプリ（リポーター、2021年3月29日 - 2022年3月25日 ）
- 天神ウォッチ新聞女子（メインキャスター、2017年4月3日 - 2018年3月30日）

1994年〜夕方放送局今日もやっぱり基樹です　お天気コーナー博多駅・小倉旧そごう前からの中継
- 夕方放送局きょうもやっぱり基樹です
- Happy＊ハッピー
- ホークスパラダイス
- 九州が知りたい
- アナBANG（不定期出演）

### ラジオ
- ミュージックプラザ
- アナウンサーの世界（2021年度下半期・火曜日）
- 歌のない歌謡曲
- 帰りたいサラリーマン 第3話（2024年9月7日、RKBラジオ） - 店員B 役
- おなかがグーは、しあわせのグー。(月〜金曜)